# Bombylius duncani
Bombylius duncani är en tvåvingeart som beskrevs av Joseph Hannum Painter 1940. Bombylius duncani ingår i släktet Bombylius och familjen svävflugor. Inga underarter finns listade i Catalogue of Life.